# Erőpróba
Az Erőpróba (eredeti címe: Gridiron Gang) 2006-os amerikai sport-filmdráma, amelyet Phil Joanou rendezett. A főszerepekben Dwayne Johnson, Xzibit, L. Scott Caldwell és Kevin Dunn láthatóak. A film a Kilpatrick Mustangs igaz történetén alapszik. Az Egyesült Államokban 2006. szeptember 15-én jelent meg.

## Cselekmény
Sean Porter a fiatalkorúak büntetés-végrehajtási központjában dolgozik, ahol a gyerekeknek kicsi az önbecsülésük. Hogy segítsen nekik, focicsapatot farag belőlük.

## Szereplők
- Dwayne Johnson: Sean Porter edző
- Xzibit: Malcolm Moore segédedző
- Kevin Dunn: Ted Dexter
- Leon Rippy: Paul Higa
- L. Scott Caldwell: Bobbi Porter
- Jade Yorker: Willie Weathers
- David Thomas: Kelvin Owens
- Setu Taase: Junior Palaita
- Trever O'Brien: Kenny Bates
- Brandon Mychal Smith: 'Bug' Wendal
- Maurice McRae: Leon Hayes
- Jurnee Smollett: Danyelle Rollins
- Michael J. Pagan: Roger Weathers
- James Earl: Donald Madlock
- Jamal Mixon: Jermaine Evans
- Danny Martinez: Miguel Perez
- Omari Hardwick: 'Free'
- Mary Mara: Mrs. Bates
- Michael Jace: Mr. Jones
- Anna Maria Horsford: Sharon Weathers
- Dan Martin: Terrell Rollins
- Six Reasons: 'C-Co'
- Ambrit Millhouse: Cherise

## Fogadtatás
A Rotten Tomatoes-on 43%-os minősítést ért el 101 kritika alapján, 5.65/10-es átlagértékeléssel.